# Amr El Solia
Amr Mohamed Eid El Soleya, más conocido como Amr El Solia, (El Mansurá, 2 de abril de 1990) es un futbolista egipcio que juega de centrocampista en el Ceramica Cleopatra F. C. de la Premier League de Egipto.

## Selección nacional
Es internacional con la selección de fútbol de Egipto.

## Clubes
| Club                     | País   | Año       |
| ------------------------ | ------ | --------- |
| Ismaily S. C.            | Egipto | 2009-2015 |
| Al-Shaab                 | EAU    | 2015-2016 |
| Al-Ahly                  | Egipto | 2016-2025 |
| Ceramica Cleopatra F. C. | Egipto | 2025-act. |

## Palmarés

### Títulos nacionales
| Título                   | Club    | País   | Año  |
| ------------------------ | ------- | ------ | ---- |
| Premier League de Egipto | Al-Ahly | Egipto | 2016 |
| Premier League de Egipto | Al-Ahly | Egipto | 2017 |
| Copa de Egipto           | Al-Ahly | Egipto | 2017 |
| Supercopa de Egipto      | Al-Ahly | Egipto | 2017 |
| Premier League de Egipto | Al-Ahly | Egipto | 2018 |
| Supercopa de Egipto      | Al-Ahly | Egipto | 2018 |
| Premier League de Egipto | Al-Ahly | Egipto | 2019 |
| Premier League de Egipto | Al-Ahly | Egipto | 2020 |
| Copa de Egipto           | Al-Ahly | Egipto | 2020 |

### Títulos internacionales
| Título                      | Club    | Sede      | Año  |
| --------------------------- | ------- | --------- | ---- |
| Liga de Campeones de la CAF | Al-Ahly | Egipto    | 2020 |
| Liga de Campeones de la CAF | Al-Ahly | Marruecos | 2021 |
| Supercopa de la CAF         | Al-Ahly | Catar     | 2021 |